# Massacre d'Ehden
Le massacre d'Ehden (arabe : مجزرة إهدن ) a eu lieu le 13 juin 1978, dans le cadre de la guerre civile libanaise de 1975 à 1990. Il s’agissait d’une attaque interchrétienne survenue entre les clans maronites,. Une escouade phalangiste a attaqué le manoir de la famille Frangié à Ehden, tuant près de 40 personnes, dont Tony Frangié, son épouse et sa fille de trois ans, Jihane. Après le massacre, on rapporte que le pouvoir des Frangié a décliné.

## Arrière-plan
Lors de la phase initiale de la guerre civile libanaise, plus précisément à l'été 1976, les principaux dirigeants maronites formèrent le Front libanais, institutionnalisant leur coopération. Cependant, les relations entre les membres du Front libanais se sont dégradées en mai 1978 en raison de la position pro-syrienne de Soleimane Frangié et de son intention de quitter le Front. Finalement, Frangié a quitté l'alliance plus tard en 1978.
En revanche, toujours au début de la guerre civile, Frangié dut faire appel aux Phalanges pour obtenir de l'aide dans le nord du Liban où, avant la guerre, les Phalanges n'avaient aucun pouvoir, notamment à Zgharta, la ville natale de Frangié. À partir de 1978, les Phalanges étaient devenues une force majeure dans la région, rassemblant des recrues et menaçant les rackets des forces de protection des Marada, notamment autour de Chekka. La Brigade Marada était la milice commandée par Tony Frangié, le fils de Soleimane Frangié, et la force locale de la région.
Au printemps 1978, la famille Frangié demande aux Phalanges de quitter la région. En fait, les Phalanges y perdaient le pouvoir. Toutes les tentatives visant à réconcilier les deux groupes à Bkerké échouèrent. En mai 1978, Soleimane Frangié a commencé à ne plus assister aux réunions du Front libanais et a développé des relations étroites avec les Syriens. La famille Frangié s'était alignée sur la Syrie grâce aux relations personnelles entre Soleimane Frangié et le président syrien Hafez el-Assad, et entre Tony Frangié et le jeune frère d'Assad, Rifaat el-Assad. De plus, les Phalangistes auraient voulu la partition du Liban, tandis que les Frangié auraient souhaité le garder dans son intégralité. Par conséquent, il est avancé que la rivalité Frangié-Gemayel était initialement une querelle purement politique et qu’elle était le seul motif du massacre.
En outre, un autre événement critique ou déclencheur du massacre fut l'assassinat d'un chef et commandant local des Phalanges, Joud Al Bayeh, par six hommes armés envoyés par Tony Frangié le 8 juin 1978. Bayeh avait tenté d'ouvrir un bureau à Zgharta avant d'être tué. Bashir Gemayel a d'abord tenté de régler le problème par des négociations via le patriarche maronite Antonios Khreich. Mais ces négociations n’ont pas abouti. Gemayel a alors décidé de riposter en lançant un raid de représailles au plus profond du manoir de Frangié à Ehden. Le plan initial était d'arrêter ceux qui avaient assassiné Al Bayeh. On savait qu'ils se cachaient dans la résidence d'été de Frangié à Ehden.

## Événements
Le 13 juin 1978 à 4 heures du matin, des centaines d'hommes armés phalangistes de Bashir Gemayel ont attaqué le manoir de la famille Frangié à Ehden et assassiné Tony Frangié, son épouse Vera Frangié (née el-Kordahi), leur fille de trois ans Jihane et trente autres Marada. Tony Frangié était le fils aîné de l'ancien président libanais Soleimane Frangié et descendant de l'un des clans maronites du nord les plus puissants. Il avait 36 ans lorsqu'il a été tué.
Les habitants du manoir ont refusé de se rendre et une fusillade s'est ensuivie au cours de laquelle Samir Geagea a été grièvement blessé et est tombé inconscient sur la route menant au complexe. L'opération a été un succès d'un point de vue militaire, mais lorsque les hommes de Gemayel sont entrés dans la maison, ils ont reconnu de manière inattendue parmi les morts Tony Frangié et plusieurs membres de sa famille. Les membres de Marada ont été tués alors qu'ils tentaient de défendre le manoir. Le père de Tony, Soleimane Frangié, a affirmé que les hommes armés phalangistes avaient forcé Tony et sa jeune épouse Vera à assister au meurtre de leur petite fille Jihane, puis lui avaient fait assister au meurtre de sa femme, avant de le tuer. Plus de dix hommes armés phalangistes ont également été tués dans l'attaque.
Le fils de Tony Frangié, Sleiman Frangié, qui n'était pas avec sa famille à Ehden, mais avec son grand-père à cette époque a échappé au massacre.

## Auteurs
L'une des forces des Phalanges qui a attaqué le manoir était dirigée par Samir Geagea, alors âgé de 26 ans. La ville natale de Geagea était traditionnellement en désaccord avec les Frangié. Il a en outre été affirmé que l'autre équipe était dirigée par Elie Hobeika.

## Conséquences
Le 14 juin 1978, une cérémonie funéraire est organisée pour les victimes à Zgharta. Les troupes syriennes prennent d'assaut un village, Deir el Ahmar, à près de 25 kilomètres au sud-est d'Ehden pour rechercher les auteurs le même jour. Les forces de la Brigade Marada commettent également une série de meurtres et d'enlèvements par vengeance. Dans la période suivante, les membres de la Phalange de la région sont déplacés et près de 100 d'entre eux sont tués.
Le 28 juin 1978, les alliés syriens des Maradas répondent par un autre massacre connu sous le nom de Massacre de Qaa qui entraîne la mort de 26 phalangistes.
Les Maradas s'allient par la suite avec les forces opposées aux phalanges libanaises et aux Forces libanaises et se retrouvent dans l'alliance du Front national libanais de la résistance.

## Publications connexes
Le journaliste français Richard Labevière a publié un livre intitulé Le massacre d'Ehden. La malédiction des chrétiens arabes. (2009). Le livre fournit des détails présumés sur la façon dont Samir Geagea, le chef du parti des Forces Libanaises, a été choisi en 1978 par le Mossad pour exécuter le massacre d'Ehden.